# Demetriusz Trykliniusz
Demetriusz Trykliniusz lub Triklinios (gr.: Δημήτριος Τρικλίνιος, Dēmētrios Triklinios, ok. 1280 - ok. 1340) – filolog bizantyński.
Demetriusz Trykliniusz urodził się około 1280 roku. Zmarł około 1340 roku. Uprawiał ścisłą krytykę tekstu. Wydał Ody olimpijskie Pindara z licznymi poprawkami i komentarzami. Dołączył do nich rozprawkę o wersyfikacji. Opracował też i opatrzył komentarzami 5 tragedii Ajschylosa, tragedie Sofoklesa, komedie Arystofanesa i Sielanki Teokryta. W latach 1316–1320 wydał komentarz do poezji Hezjoda wraz z objaśnieniami Tzetzesa, Moschopula i Jana Pediazyma. Trykliniusz doprowadził też do wydania tak zwanej triady bizantyńskiej Arystofanesa zawierającej komedie: Plutos, Chmury, Żaby) oraz do wydania tragedii Sofoklesa.